# Archivo diplomático
El concepto de archivo diplomático se refiere, en términos generales, al conjunto documental producido por los Ministerios de Asuntos Exteriores, sus delegaciones y oficinas consulares. Sin embargo, esta definición es objeto de debate y no existe un consenso universal en la disciplina archivística debido a la escasez de bibliografía exhaustiva sobre el tema.

## Características
Dada la falta de una definición universalmente aceptada, es necesario analizar las características principales de los archivos diplomáticos para comprender mejor el concepto. Las siguientes características se basan en criterios establecidos por países comunitarios y sus instituciones:

### Restricción de acceso
La documentación de los archivos diplomáticos suele estar sujeta a restricciones de acceso, ya sea parcial o totalmente. Esto se debe a la necesidad de proteger los intereses del Estado, la seguridad nacional y la información sensible contenida en los fondos del departamento de Asuntos Exteriores. Estos documentos pueden revelar detalles sobre la política interna y externa del Estado, así como temas relacionados con la Seguridad y la Defensa.

### Dispersión geográfica
Los Ministerios de Relaciones Exteriores no solo cuentan con una sede principal, sino también con representaciones diplomáticas y consulados en los países con los que mantienen relaciones diplomáticas. Por lo tanto, la documentación de los archivos diplomáticos se encuentra distribuida entre los archivos de las embajadas y consulados en el extranjero, lo que implica una dispersión geográfica inherente.

### Complejidad
La naturaleza diversa y compleja de las relaciones internacionales, tanto bilaterales como multilaterales, impone restricciones específicas sobre ciertos temas o países. Además, existen criterios normativos supranacionales que deben ser cumplidos, lo que añade un nivel adicional de complejidad a la gestión de estos archivos.

### Diversidad de soportes y tipologías documentales
Los archivos diplomáticos contienen información en una variedad de soportes, como mapas, planos, películas, cintas magnetofónicas, entre otros. Además de la diversidad de soportes, también existe una gran variedad de tipos documentales con características únicas en cuanto a forma y contenido.

## Archivo del Ministerio de Asuntos Exteriores y Cooperación de España
El Archivo del Ministerio de Asuntos Exteriores y Cooperación es el principal archivo diplomático de España y su desarrollo ha ido en paralelo a las actividades del Ministerio. La documentación del archivo ocupa más de 12 kilómetros de estanterías.

### Breve historia del archivo
El Archivo General del Ministerio de Asuntos Exteriores fue creado a principios del siglo XVIII, con la llegada de los Borbones a España. Contiene los fondos de la Antigua Secretaría de Estado y Despacho, establecida por Felipe V en 1716. Tras la muerte de Fernando VII en 1835, pasó a denominarse "Ministerio de Estado" y, posteriormente, "Ministerio de Asuntos Exteriores".
Hasta 1900, el Archivo estuvo ubicado en el Palacio Real. En esa fecha, se trasladó a los sótanos del Palacio de Santa Cruz, cuando este edificio se convirtió en la sede del Ministerio de Estado. En la década de 1950, el Archivo se trasladó al Edificio Nuevo, anexo al Palacio de Santa Cruz.

### Organización de los documentos
La documentación del primer tercio del siglo XIX perteneciente a la Primera Secretaría se conserva en el Archivo Histórico Nacional, ya que fue transferida desde el Ministerio de Estado en varios envíos, tomando como fecha límite 1834, año del fallecimiento de Fernando VII.
Desde la década de 1970, se han transferido al Archivo General de la Administración en Alcalá de Henares varias series documentales del siglo XIX y primer tercio del XX, correspondientes a Subsecretaría, Comercio, Contabilidad, Asuntos Judiciales, Culturales, Pasaportes, Correspondencia y Telegramas, así como documentación de Representaciones de España en el extranjero, generalmente anterior a 1950.
El Reglamento de régimen interno del Archivo General, aprobado en 1991, establece que el Archivo reúne todos los documentos producidos o recibidos por el Ministerio, sus órganos o personas físicas a su servicio, independientemente de su fecha, forma o soporte material. El objetivo es conservar y ordenar estos documentos para la gestión administrativa del Ministerio, la investigación, la cultura y la información. El Archivo también coordina los envíos de documentación de las Representaciones españolas en el extranjero.

### Descripción de los fondos
Desde 1932, los fondos del Archivo General del Ministerio de Asuntos Exteriores y Cooperación se dividen en dos secciones principales: el Archivo Histórico y el Archivo Renovado, separados por la fecha divisoria de 1931.
El Archivo Histórico incluye:
- "Política" (1746/1931): Series de Política Exterior, Política Interior, Ultramar y Colonias e I Guerra Mundial.
- "Correspondencia" (1779/1931): Series de Correspondencia con Embajadas y Legaciones, Consulados y Viceconsulados y Consulados Honorarios.
- "Protocolo" (1840/1929): Series de la Casa Real Española, Casa Real Extranjera, Misiones Extraordinarias españolas y extranjeras, Protocolo España, Santa Sede y Repúblicas.
- "Fundaciones españolas en el extranjero" (1745/1927): Series de Lugares Píos de Italia y Fundaciones especiales.
- "Fundaciones extranjeras en España" (1820/1896): Series de Bélgica, Francia, Italia, Reino Unido y Portugal.
- "Agencia de Preces en Roma" (1777/1922): Series de Agencia General, Agencia en Roma y Agencias Diocesanas.
- "Cancillería" (1840/1929).

El Archivo Renovado contiene los fondos de las dependencias del Ministerio y de las Representaciones de España en el Extranjero desde 1931.
Además, existen otras secciones:
- Personal (P): Expedientes personales desde 1750.
- Obra Pía (OP): Documentación del Patronato de la Obra Pía de los Santos Lugares desde el siglo XVI hasta 1931.
- Archivo de la Embajada de España en la Santa Sede (SS) (1540/1900).
- Tratados (TR): Series de Tratados, Negociaciones, Proyectos de Tratados, Tratados Extranjeros y Arbitrajes (1801/1935).
- Testamentos (T).
- Condecoraciones (C).
- "Mapas, Planos y Dibujos" (MP).
- "Manuscritos".

Los fondos cuentan con inventarios mecanografiados y fichas manuscritas como instrumentos de descripción tradicionales. También existen bases de datos de acceso en línea en la Sala de Lectura.